# ノルウェージャン・スカイ
ノルウェージャン・スカイ（Norwegian Sky）は、NCL（ノルウェージャン・クルーズ・ライン）が運航しているクルーズ客船。

## 概要
本船は元々コスタ・クルーズがコスタ・ヴィクトリア級の拡大型2番船としてドイツのブレーマー・ヴルカン造船所で建造していたもので、同造船所が所有し、コスタ・クルーズがチャーターして「コスタ・オリンピア（Costa Olympia）」の船名で1997年より運航する予定であった。ところが同造船所が1996年に倒産し建造が中断、未完成の船体は管財人によって売却され、NCLが購入することとなった。船体を購入したNCLでは同じくドイツのロイド・ヴェルフトで建造を再開し、1999年7月28日、ノルウェージャン・スカイ級の1番船として竣工した。船価は3億ドル。
8月9日からの北欧クルーズでデビューし、その後、冬期はカリブ海、夏期はアラスカに就航していたが、2004年にNCLのアメリカ向けブランド、NCLアメリカに移籍することになり「プライド・オブ・アロハ（Pride of Aloha）」と改名、7月4日よりハワイ・クルーズに就航した。しかしこのハワイ・クルーズの業績が上がらなかったため結局カリブ海に戻ることとなり、2008年「ノルウェージャン・スカイ」の船名に戻り、7月14日よりマイアミ起点のバハマ・クルーズに就航している。
また同型の2番船が2001年に建造された。

## 同型船
- 2番船　「ノルウェージャン・サン（Norwegian Sun）」

2001年8月29日竣工。